# (170395) Nicolevogt
(170395) Nicolevogt est un astéroïde de la ceinture principale.

## Description
(170395) Nicolevogt est un astéroïde de la ceinture principale. Il fut découvert le 26 septembre 2003 à l'observatoire d'Apache Point par le programme Sloan Digital Sky Survey. Il présente une orbite caractérisée par un demi-grand axe de 2,53 UA, une excentricité de 0,19 et une inclinaison de 10,8° par rapport à l'écliptique.

## Compléments